# Pintoria
Pintoria es un lugar y una parroquia del municipio de Oviedo, Asturias (España). Forma parte del territorio que en un sentido extenso se conoce como Trubia (parroquias de Trubia, Pintoria y Udrión, y barrio de Sotu (Godos)). Como el resto de este territorio, perteneció históricamente al concejo de Grado, del que se segregó en 1885 para pasar a integrarse en el de Oviedo.
En sus 2,93 km² habitan 33 habitantes (INE 2020) e incluye entidades toponímicas como La Cagarriona, El Pandu, El Picayu, La Llera, etc.

## Demografía
| Año       | 2000 | 2001 | 2002 | 2003 | 2004 | 2005 |
| Población | 74   | 72   | 71   | 71   | 64   | 69   |